# Land of Confusion
Land of Confusion – utwór grupy Genesis z płyty Invisible Touch, wydany na singlu w Wielkiej Brytanii dnia 17 listopada 1986. Piosenka opowiada o chaosie w świecie współczesnym, zdominowanym przez skandale polityczne i społeczne, oskarżenia o korupcję i inne problemy, których nie jest w stanie przezwyciężyć przeciętny człowiek. Autorem tekstu piosenki jest Mike Rutherford.
Teledysk do utworu wyprodukował Paul Flattery, wyreżyserował Jim Yukich. W teledysku do utworu wystąpiły kukły przedstawiające muzyków Genesis, światowych przywódców politycznych i artystów muzycznych. Pomysł na wykorzystanie kukieł w teledysku zaproponował Jim Yukich, który zobaczył kukłę parodiującą Phila Collinsa w brytyjskim serialu telewizyjnym The Spitting Image. Na potrzeby teledysku stworzone nowe lalki przedstawiające członków Genesis. Koszt produkcji jednej kukły wynosił ok. 10 tys. dolarów. Na nagraniu Tony Banks zamiast grać na instrumentach klawiszowych gra na kasie fiskalnej, co stanowi żart odnoszący się do Banksa, mającego w zwyczaju narzekać na wysokie koszty produkcji teledysków.
Teledysk wygrał nagrodę Grammy w 1987 roku za najlepszy teledysk koncepcyjny.
Na portalu Rate Your Music określono go jako reprezentującego m.in. gatunki pop rock, art rock, pop progresywny, funk rock, synthpop, new wave i big music.
W 2006 roku amerykański zespół heavymetalowy Disturbed nagrał swój cover tego utworu. Cover ukazał się na albumie Ten Thousand Fists.